# Галерея Петра Богуня
Галерея Петра Михайла Богуня (словац. Liptovská galéria Petra Michala Bohúňa) — художній музей у місті Ліптовський Мікулаш (словац. Liptovský Mikuláš, вимоваⓘ; до 1952 р. «Liptovský Svätý Mikuláš»; нім. Liptau-Sankt-Nikolaus, Sankt Nikolaus in der Liptau; угор. Liptószentmiklós) в окрузі Ліптовський Мікулаш, Жилінський край, центральна Словаччина.

## Історія
Заснована в 1955 році. Одна з трьох найстаріших художніх галарей у Словаччині. Названа на честь словацького художника Петра Михайла Богуня (29 вересня 1822 р. — 20 травня 1879 р.), який працював у м. Ліптовський Мікулаш вчителем Євангелійської школи для дівчат з 1854 по 1865 роки.

## Колекції
Колекція галереї налічує близько 5300 експонатів (картини, скульптури, фотографії). Більшість з них зберігається у сховищі й виставляється лише періодично.
За тематикою колекція поділяється на 5 основних експозицій:
- стародавнє мистецтво (готика, ренесанс, бароко);
- мистецтво XIX століття;
- колекція картин Петра Михайла Богуня;
- мистецтво 1-ї половини XX століття;
- мистецтво 2-ї половини XX століття.

Вартість квитка для відвідування усіх експозицій становить 3 євро, при цьому відвідувачам може бути призначений персональний гід.

## Галерея

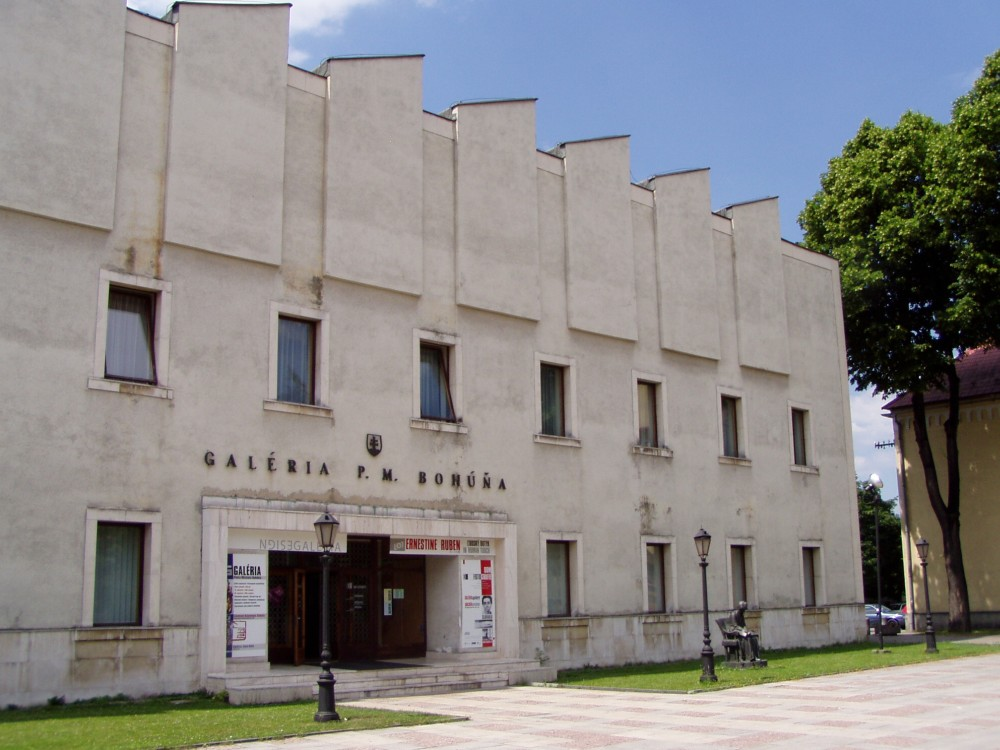
Будівля галереї
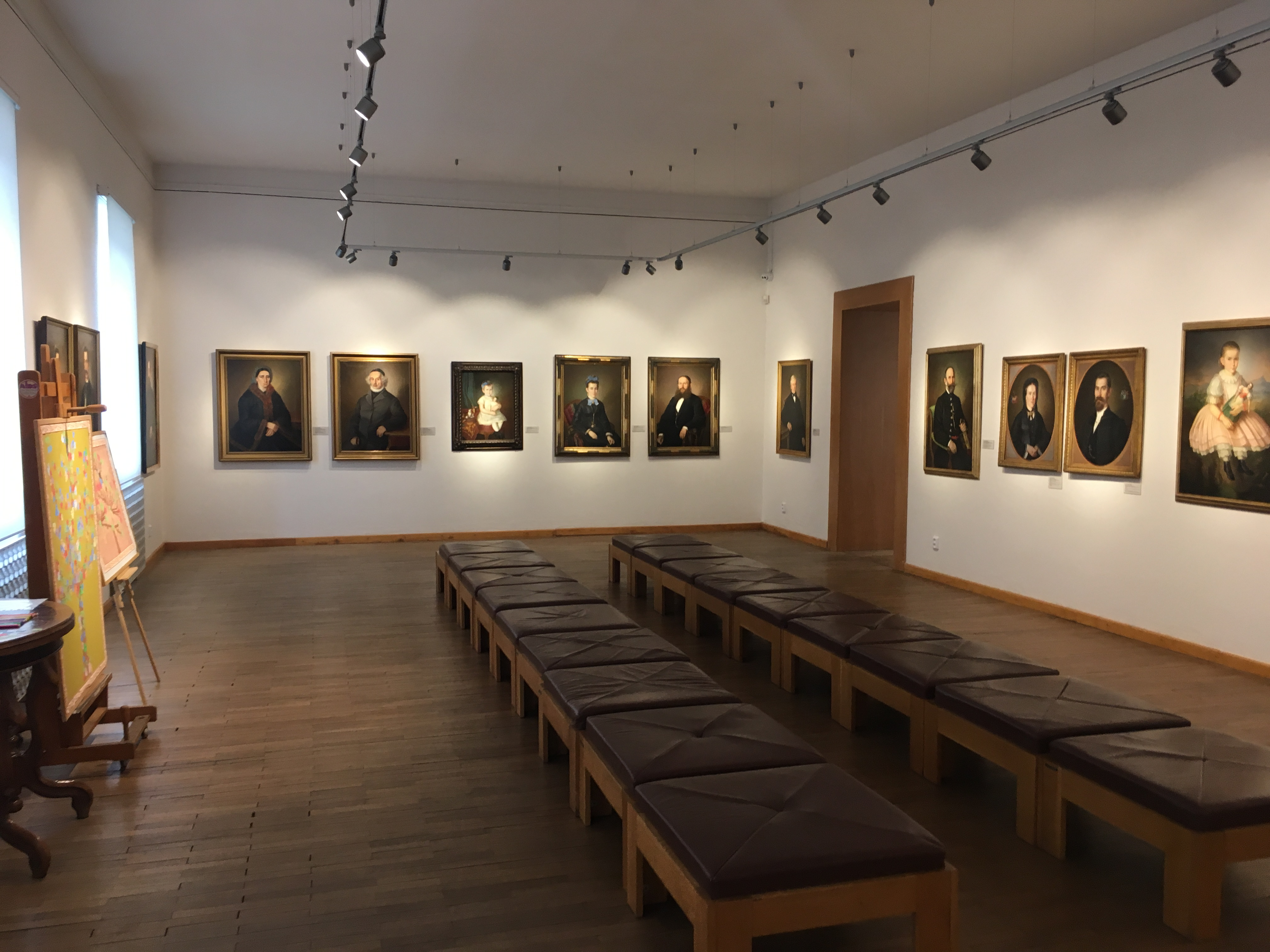
Зала з роботами Петра Михайла Богуня
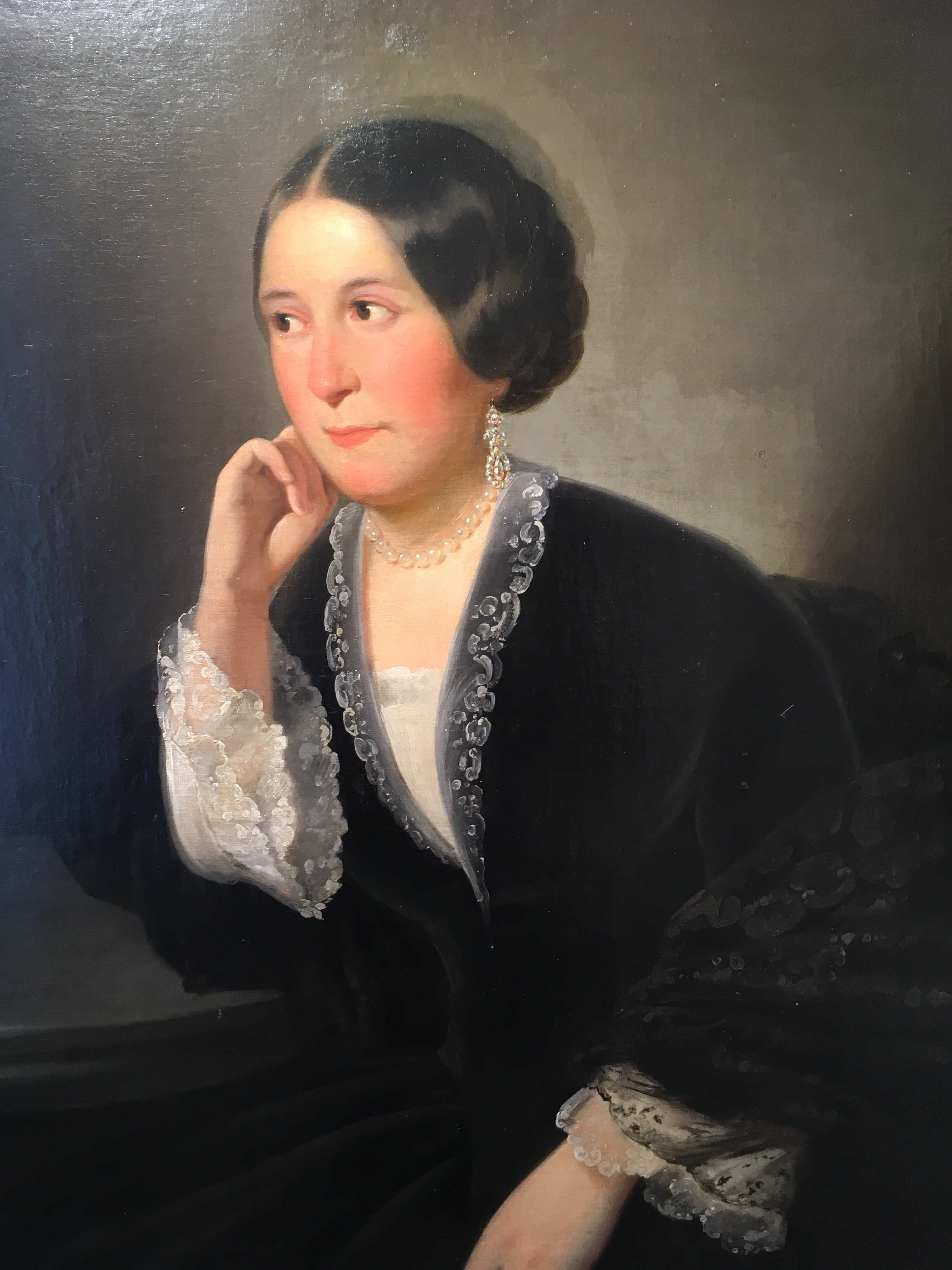
Портрет дами (1869), Петро Михайло Богунь
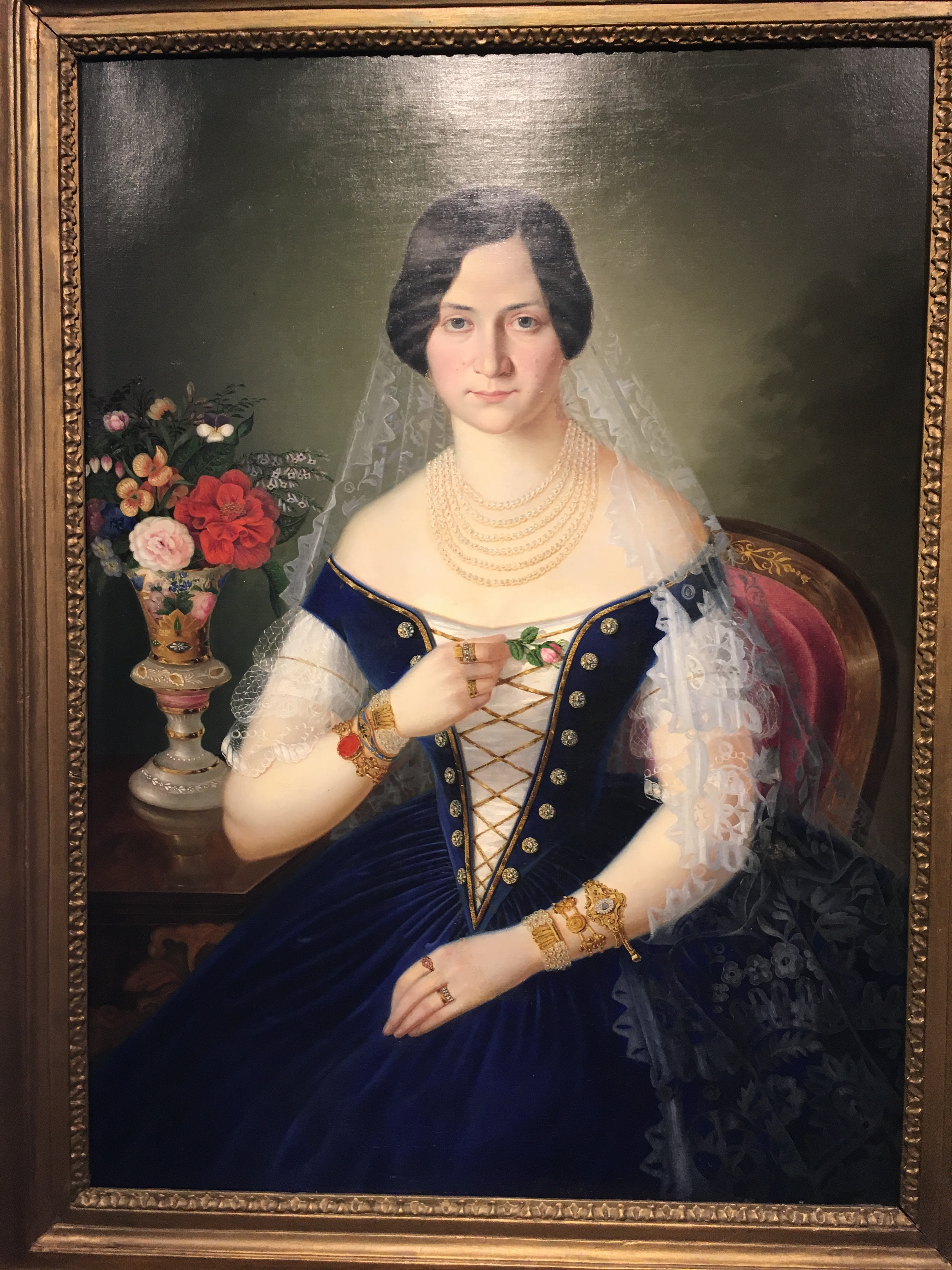
Портрет Жозефіни Туранської (1849), Петро Михайло Богунь